# Autoglider
Autoglider is een historisch Brits merk van miniscooters en gemotoriseerde autopeds.
De bedrijfsnaam was: Autoglider Ltd., Caxton House, later Townsend & Co., Birmingham.
Charles R. Townsend, de eigenaar van Autoglider Ltd., was na de Eerste Wereldoorlog van plan om vooral een goedkoop en comfortabel vervoermiddel te maken.
In 1919 presenteerde Autoglider een gemotoriseerde step met een 269cc-Union-tweetaktmotor die boven het voorwiel was gemonteerd en dit via een ketting aandreef. Hij wist dit model aan te bieden voor slechts 40 pond. Men kon er door de toch vrij grote motor ongeveer 60 km/h mee rijden. Meteen volgde ook een model met een zitplaats, die tamelijk elegant was vormgegeven en een geheel vormde met het achterspatbord, ongeveer zoals de veel latere scooters uit de jaren vijftig. Dit model was door de lage "instap" zeer geschikt voor dames, geestelijken en ook oorlogsinvaliden.
Waarschijnlijk werden later ook 269cc-Villiers-inbouwmotoren gebruikt. De productie van de Autoglider eindigde in 1922.